# TuRa Leipzig
TuRa Leipzig (celým názvem: Turn- und Rasensportverein 1899 Leipzig) byl německý fotbalový klub, který sídlil v saském městě Leipzig. Organizace sídlila v lipské městské části Leutzsch. Oficiální založení je datováno k roku 1938, kdy došlo k fúzi SV TuRa a Leipziger SV 1899. Zanikl po ukončení druhé světové války, poté co byla všechna dřívější sportovní sdružení v sovětské okupační zóně zrušena.
Své domácí zápasy odehrával na Leutzscher Stadionu (dřívější název pro Alfred-Kunze-Sportpark). Jeho nepřímými nástupci jsou BSG Chemie Leipzig a FC Sachsen Leipzig.

## Historie fotbalu v Leutzschu
Během své existence prošel fotbal v Leutzschu mnoha peripetiemi a transformacemi. Za rok vzniku prvního klubu lze považovat letopočet 1899, kdy vznikl klub Britannia Leipzig. V roce 1919 se sloučil s místní Herthou 05 a přijal jméno Leipziger Sportverein 1899. V roce 1938 se sloučil s klubem SV Tura a vznikla Tura 1899 Leipzig. Další slučování nastalo roku 1943, tentokrát s SpVgg Leipzig, nový název pak zněl KSG Tura / SpVgg Leipzig.
Po ukončení druhé světové války byla všechna dřívější sportovní sdružení v sovětské okupační zóně zrušena, což po sportovní stránce citelně poznamenalo většinu pozdějších východoněmeckých měst.
V roce 1946 bylo v Leutzschu založeno mužstvo SG Leipzig-Leutzsch (pozdější Chemie).

## Historické názvy
Zdroj: 
SV 1899
- 1899 – Britannia Leipzig
- 1919 – fúze s FC Hertha 05 ⇒ Leipziger SV 1899 (Leipziger Sportverein 1899)
- 1938 – fúze s SV TuRa Leipzig ⇒ zánik

SV TuRa
- 1932 – SV TuRa Leipzig (Turn- und Rasensportverein Leipzig)
- 1938 – fúze s Leipziger SV 1899 ⇒ zánik

Po fúzi
- 1938 – TuRa 1899 Leipzig (Turn- und Rasensportverein 1899 Leipzig)
- 1943 – KSG TuRa/SpVgg Leipzig (Kriegsspielgemeinschaft Turn- und Rasensportverein/Spielvereinigung Leipzig)
- 1945 – zánik

## Umístění v jednotlivých sezonách
Stručný přehled
Zdroj: 
- 1933–1934: 1. Kreisklasse Leipzig
- 1934–1936: Bezirksliga Sachsen – sk. ?
- 1936–1939: Gauliga Sachsen
- 1939–1940: Gauliga Sachsen – sk. 1
- 1940–1942: Gauliga Sachsen
- 1942–1943: Bezirksliga Sachsen – sk. ?
- 1943–1944: Gauliga Sachsen

Jednotlivé ročníky
Zdroj: 
Legenda: Z - zápasy, V - výhry, R - remízy, P - porážky, VG - vstřelené góly, OG - obdržené góly, +/- - rozdíl skóre, B - body, červené podbarvení - sestup, zelené podbarvení - postup, fialové podbarvení - reorganizace, změna skupiny či soutěže
| Velkoněmecká říše (1933 – 1944) |                             |        |     |     |     |     |     |     |     |     |        |
| Sezóny                          | Liga                        | Úroveň | Z   | V   | R   | P   | VG  | OG  | +/- | B   | Pozice |
| 1933/34                         | 1. Kreisklasse Leipzig      | 3      | ... | ... | ... | ... | ... | ... | ... | ... | 1.     |
| 1934/35                         | Bezirksliga Sachsen – sk. ? | 2      | ... | ... | ... | ... | ... | ... | ... | ... | 2.     |
| 1935/36                         | Bezirksliga Sachsen – sk. ? | 2      | ... | ... | ... | ... | ... | ... | ... | ... | 1.     |
| 1936/37                         | Gauliga Sachsen             | 1      | 18  | 7   | 4   | 7   | 34  | 34  | 0   | 18  | 6.     |
| 1937/38                         | Gauliga Sachsen             | 1      | 18  | 5   | 6   | 7   | 30  | 39  | -9  | 16  | 7.     |
| 1938/39                         | Gauliga Sachsen             | 1      | 18  | 2   | 2   | 14  | 27  | 70  | -43 | 6   | 10.    |
| 1939/40                         | Gauliga Sachsen – sk. 1     | 1      | 10  | 2   | 2   | 6   | 12  | 23  | -11 | 6   | 5.     |
| 1940/41                         | Gauliga Sachsen             | 1      | 22  | 9   | 4   | 9   | 60  | 54  | +6  | 22  | 7.     |
| 1941/42                         | Gauliga Sachsen             | 1      | 18  | 5   | 0   | 13  | 51  | 74  | -23 | 10  | 9.     |
| 1942/43                         | Bezirksliga Sachsen – sk. ? | 2      | ... | ... | ... | ... | ... | ... | ... | ... | 1.     |
| 1943/44                         | Gauliga Sachsen             | 1      | 18  | 7   | 0   | 11  | 43  | 61  | -18 | 14  | 8.     |